# Trindade (kommun i Brasilien, Pernambuco, lat -7,78, long -40,33)
Trindade är en kommun i Brasilien.   Den ligger i delstaten Pernambuco, i den östra delen av landet, 1 200 km nordost om huvudstaden Brasília. Antalet invånare är 26 116.
Följande samhällen finns i Trindade:
- Trindade

Omgivningarna runt Trindade är huvudsakligen savann. Runt Trindade är det ganska glesbefolkat, med 26 invånare per kvadratkilometer.